# 10. Klavierkonzert (Mozart)
Das 10. Klavierkonzert in Es-Dur, KV 365, ist ein Klavierkonzert für zwei Klaviere von Wolfgang Amadeus Mozart. In einer abweichenden Zählung, in der nur Mozarts reine Klavierkonzerte berücksichtigt werden, wird es nicht mitgezählt. Es dauert ca. 25 Minuten.

## Entstehung
Das 10. Klavierkonzert entstand vermutlich zu Beginn des Jahres 1779. Mozart verarbeitete hier die Eindrücke der eben beendeten Reise nach Mannheim und Paris. Er schrieb das Werk für sich und seine Schwester Nannerl.

## Zur Musik

### 1. Satz: Allegro
Der Hauptsatz beginnt mit einem Unisonomotiv der Streicher, woraus sich das erste Thema entwickelt. Ein verhalteneres zweites Thema folgt, in dem die Fagotte erstmals separat auftauchen, wird aber von den Soloklavieren nicht aufgenommen. Die Soloexposition der beiden Klaviere nimmt anschließend das Hauptthema auf, wobei das zweite Klavier die Melodie reichhaltig umspielt. Die Durchführung nimmt zwei kleine Motive aus dem Hauptthema auf, bleibt jedoch in der Hauptsache Phantasie-Durchführung. Ungewöhnlicherweise taucht das zweite Thema, das bisher nur im Orchester erschienen war, am Ende der Durchführung auch in den Soloklavieren auf. Die Reprise rückt das Hauptthema zunächst nach es-Moll und bringt es nur in verkürzter Form wieder. Eine virtuose Überleitung führt zur ebenfalls höchst anspruchsvollen Solokadenz für die beiden Solisten. Ein Schlussritornell aus der Exposition beendet den Satz mit kräftigen Es-Dur-Akkorden.

### 2. Satz: Andante
Der Mittelsatz ist vom ruhigen Dialog der beiden Klaviere und den mitspielenden Holzbläsern geprägt. Nach einem über mehrere Takte ausgehaltenen Ton intoniert die Oboe eine Melodie zur Begleitung der Streicher. Die Soloklaviere nehmen den Gedanken auf und entfalten ihn im Dialog. Einige markante Dominantseptakkorde des ersten Klaviers führen zu einer kleinen Zäsur, nach der sich die Melodie mit den Streichern zaghaft neu entfaltet, dann spielt die Oboe mit den Soloklavieren. Der nur wenig bewegtere Mittelteil behält den Duktus des ersten bei. Nach einigen schnellen Läufen entfaltet sich erneut ein ruhiges Thema im ersten Klavier, das vom zweiten Klavier und der Oboe begleitet wird. Die Wiederholung des ersten Teils beginnt nur in den Klavieren, bleibt jedoch sehr nah an der Vorlage. Im Dialog der Klaviere mit der Oboe erfolgen nun allerdings noch reichhaltigere Umspielungen, bevor der Satz leise verklingt.

### 3. Satz: Rondo, allegro
Das Schlussrondo beginnt mit einem lebhaften Thema in den Streichern. Die Soloklaviere nehmen das Refrainthema auf und erweitern es. Da beide Solisten die Themen wiederholen, dauern diese jeweils länger, als bei Mozart sonst üblich. Das erste Couplet behält im Wesentlichen den Duktus des Refrains bei und führt schnell zurück zum Refrain. Das zweite Couplet ist von virtuoser und dramatischer Wirkung. Die Solisten werfen sich den bewegten Gedanken, der sich häufig kurzzeitig nach Moll wendet, gegenseitig zu. Die Wiederholung des Refrains erfolgt anschließend leicht verändert und verkürzt. Auch das erste Couplet taucht in solistisch reduzierter Weise auf. Eine virtuose Solokadenz stellt ungewöhnlich hohe Ansprüche an die Solisten. Mit dem vergnügten Refrain endet das Konzert freudig und optimistisch.

## Stellenwert
Das 10. Klavierkonzert stellt durch seine Konzeption für zwei Klaviere eine Ausnahme in der Reihe der Mozartschen Klavierkonzerte dar. In vieler Hinsicht lässt es sich deshalb schwer mit den anderen Werken der Gattung vergleichen. Dem 7. Klavierkonzert für drei Klaviere, dem einzigen anderen Konzert für mehr als ein Klavier, ist es an Reife und schöpferischer Kraft jedoch deutlich überlegen. Die spätere Entstehungszeit und die persönliche Reifung durch Erfahrungen wie die unglückliche Paris-Reise sind Gründe hierfür. Auch musste Mozart in diesem Werk keine Rücksicht auf limitierte Fähigkeiten der Widmungsträger nehmen, wie dies im 7. Klavierkonzert KV 242 und 8. Klavierkonzert KV 246 der Fall war, da er das Werk für sich und seine Schwester schrieb. Der Klaviersatz ist dementsprechend deutlich anspruchsvoller und lässt sich allenfalls mit dem 9. Klavierkonzert vergleichen, das etwa ein Jahr früher entstand. Das Werk stellt einen Fortschritt in der Orchesterbesetzung dar, da Mozart hier zwei Fagotte vorschreibt. Erst im 15. Klavierkonzert KV 450 schreibt Mozart die Holzbläser dann immer obligat vor. Die Thematik ist reichhaltig und mit einer innovativen und großen Struktur kombiniert. So liegt im Hauptsatz beispielsweise bereits eher eine große Orchesterexposition als ein Ritornell der frühen Konzerte vor. Der Mittelsatz zeichnet sich, wie schon im vorangegangenen 9. Klavierkonzert, durch seine große Gefühlstiefe und Erhabenheit aus. Dies weist bereits deutlich auf die kommenden großen Konzerte Mozarts.
Leopold Godowsky schrieb zwei Kadenzen.